# سوما-کو، کوبه
سوماً-کو (به لاتین: Suma-ku) یک منطقهٔ مسکونی در ژاپن است که در کوبه واقع شده‌است. سوماً-کو ۳۰٫۰۰ کیلومتر مربع مساحت و ۱۶۶٬۳۲۴ نفر جمعیت دارد.